# Aubrevillea
Genre
Aubrevillea est un genre de plantes à fleurs de la famille des Fabaceae (ou légumineuses), et plus précisément de la sous-famille des Mimosoideae.

## Liste d'espèces
Selon IPNI (25 juin 2015), The Plant List (25 juin 2015) et Tropicos (25 juin 2015) :
- Aubrevillea kerstingii Pellegr.
- Aubrevillea platicarpa Pellegr.